# Росвил (Индијана)
Росвил (енгл. Rossville) град је у америчкој савезној држави Индијана.

## Демографија
По попису из 2010. године број становника је 1.653, што је 140 (9,3%) становника више него 2000. године.
| Група             | 2000.         | 2010.         |
| Белци             | 1.494 (98,7%) | 1.609 (97,3%) |
| Афроамериканци    | 8 (0,5%)      | 6 (0,4%)      |
| Азијати           | 2 (0,1%)      | 8 (0,5%)      |
| Хиспаноамериканци | 5 (0,3%)      | 13 (0,8%)     |
| Укупно            | 1.513         | 1.653         |